# Estádio José Pedro Damiani
O Estádio José Pedro Damiani, também conhecido como Las Acacias, é um estádio de futebol localizado em Montevidéu, Uruguai. Pertence ao Club Atlético Peñarol.
Foi inaugurado em 19 de abril de 1916 e conta com a capacidade para 12.000 pessoas.